# 藤生金六
藤生 金六（ふじう きんろく、1859年8月31日（安政6年8月4日） - 1907年（明治40年）7月13日）は、明治期の日本の教育者・牧師。横浜バンドのメンバーである。

## 生涯

### 初期
上野国山田郡大間々（現・群馬県みどり市）生まれ。1874年（明治7年）に神奈川県横浜市の英学校・修文館で学び、1875年（明治8年）より、東京語学校等で学ぶ。

### ブラウン塾
1874年秋よりブラウン塾で学びはじめ、S・R・ブラウン、ヘンリー・ルーミス、エドワード・ローゼイ・ミラーより神学と哲学を学ぶ。1877年（明治10年）7月にブラウン塾を卒業して、東京一致神学校で学ぶ。

### 役人・教育者
1879年（明治12年）5月から農商業に従事。1883年（明治16年）に上野新報商議委員及び主任記者、1884年（明治17年）より横浜のヘラルド新聞の記者となる。
1885年（明治18年）より仙台神学校教授、1888年（明治21年）より荘内私立中学校（現・山形県立鶴岡南高等学校）の初代校長に就任。1890年（明治23年）より仙台の宮城女学校（宮城学院）幹事を務めた。

### 牧師時代
1894年（明治27年）2月より東京の第二中会の下谷教会（現・日本基督教団豊島岡教会）牧師に迎えられる。また、新栄教会での日本基督教会大会議長を務め、田村直臣の『日本の花嫁』事件の弾劾動議を採択した。
同年8月、日本基督教会宮城中会による会津伝道のために会津若松に赴任し、北小路町に講義所を開設（のちの若松栄町教会）。伝道の傍ら藤生が開いた英語塾には野口英世（当時は野口清作）も通っており、翌年4月に藤生から受洗した。1897年（明治30年）、病気のために退任。
1907年（明治40年）、東京市牛込区東五軒町にて急逝。